# Бурма (накит)
Бурма је врста накита који се још назива и венчани прстен, јер га пар размењује на свом венчању, те га носе венчани људи.

## Историјат
Бурма се сматра најстаријим обележјем брака, који датира из старог Египта, односно према неким изворима, од 9. века п. н. е. Наиме, за старе Египћане, круг је био симбол вечности, залог за трајну љубав и заједнички живот. Зато су га обликовали у прстен и носили на домалом прсту леве руке. Разлог за то је био што су веровали да вена са тог места води право до срца. Римљани су га носили на истом месту, али зато што је то означавало да жена припада свом мужу, односно да је његова својина. Ковали су га од гвожђа. За старе Грке бурма је имала исто значење као и за старе Египћане. Касније, током историје, бурма се ковала од разних метала, али се правила и од траве, коже и камена. Од 19. века израђивала се од злата. Носила се на обе руке и на домалом и на средњем прсту. Од 13. века, бурма је постала део хришћанских венчања и усталио се обичај да се носи на домалом прсту. Наиме, док је свештеник изговарао речи „у име Оца, Сина и Светога духа“, додиривао би по један прст, почевши од палца. На изговорену реч „амин“, прстен би стављао на домали прст. Такође, тада се усталио и обичај да га носе оба пола, јер су га до тада носиле само жене. Постао је симбол тога да су пред Богом сви људи једнаки. Заправо, пре тога су жене добијале веренички прстен, те је на тај начин церемонија прстеновања била готова. Тако је она добијала поверење да заслужује да добије такав поклон. Према неким изворима, обичај да младенци размењују бурме подстакнула је америчка јувелирска индустрија крајем 19. века, након светске економске кризе. Пре ове кризе, прстење је размењивало око 15% младенаца, да би се након ње тај број повећао на 80%. Код православаца, бурма се носи на десној руци, док се код неких народа, као што су Италијани и Бразилци, носи на левој. Обичај ношења бурме на десној руци потиче од старих Римљана, за које је лево имало негативно конотацију и означавало нешто што је неповољно, за разлику од десног које је означавало позитивне особине, попут спретности и оштроумности. Ипак, у новије време, ношење бурме на левој руци је практичније; већина људи је деснорука и бурма на руци може да засмета, посебно појединим професијама, попут електричара. У неким европским земљама, веренички и венчани прстен су један комад накита, који се након венчања гравира; исписују се имена младенаца и датум венчања и премешта се на другу руку. Обично су ова два прстена одвојена, али у модерно време се праве и као два или три спојена прстена. Постоје разне варијанте на којој руци се носе ова два прстена и једна од њих је да се бурма ставља преко вереничког прстена и то значи да је веридба прерасла у брак. Неки људи не носе бурме, иако су венчани, а из разних разлога. Зато је одлажу у кутијице, носе на ланчићу око врата, а поједини је и тетовирају на прсту.